# Alerte la nuit
Pour plus de détails, voir Fiche technique et Distribution.
Alerte la nuit (titre original : Night Key) est un film policier et de science-fiction américain, en noir et blanc, réalisé par Lloyd Corrigan et sorti en 1937. 
Le film met en scène Boris Karloff et fait partie de la série des "Universal Monsters".

## Synopsis
Un inventeur vient de mettre au point un système d'alarme révolutionnaire contre les cambrioleurs. Mais, il se fait kidnapper par un gang de malfrats qui l'oblige à utiliser son invention pour les aider à commettre des cambriolages.

## Fiche technique
- Titre : Alerte la nuit
- Titre original : Night Key
- Réalisation : Lloyd Corrigan
- Scénario : Jack Moffitt, Tristam Tupper, histoire de William A. Pierce
- Musique : Louis Forbes
- Directeur de la photographie : George Robinson
- Montage : Otis Garrett
- Direction artistique : Jack Otterson (en), Loren Patrick
- Maquillage : Jack Pierce
- Effets spéciaux : John P. Fulton
- Producteur : Robert Presnell Sr.
- Société de production : Universal Pictures
- Pays de production :  États-Unis
- Genre : policier, science-fiction
- Durée : 68 min
- Dates de sortie :
  - États-Unis : 2 mai 1937
  - France : 24 novembre 1937

## Distribution
- Boris Karloff : David Mallory
- Jean Rogers : Joan Mallory
- Warren Hull : Jim Travis
- Samuel S. Hinds : Stephen Ranger
- Alan Baxter : le gamin
- Hobart Cavanaugh : Petty Louie
- Ward Bond : Fingers
- Frank Reicher : Carl
- Edwin Maxwell : Kruger, l'avocat

Acteurs non crédités
- Roy Barcroft : un technicien
- George Cleveland : Sam Adams
- Ralph Dunn (en) : un voyou
- Michael Fitzmaurice (en) : le secrétaire
- Frank Hagney : un acolyte
- Ethan Laidlaw (en) : un acolyte
- Monte Montague : un acolyte
- George Magrill : un acolyte
- Johnnie Morris (en) : le tailleur
- Henry Roquemore (en) : l'homme sur le perron
- Charles C. Wilson : le capitaine de police Wallace

## Récompenses et distinctions

### Nominations
- Saturn Award 2007 :
  - Saturn Award de la meilleure collection DVD (au sein du coffret The Boris Karloff Collection)